# Dobro Polje (Radovljica, Slovenija)
Dobro Polje je naselje u slovenskoj Općini Radovljici. Dobro Polje se nalazi u pokrajini Gorenjskoj i statističkoj regiji Gorenjskoj. 

## Stanovništvo
Prema popisu stanovništva iz 2002. godine naselje je imalo 119 stanovnika.